# Spitzlappiger Frauenmantel
Der Spitzlappige Frauenmantel (Alchemilla vulgaris, Synonyme: Alchemilla acutiloba Opiz, Alchemilla acutiloba var. stellata Poelt, Alchemilla acutangula Buser), auch Gemeiner Frauenmantel oder Gewöhnlicher Frauenmantel genannt, ist eine Pflanzenart aus der Gattung Frauenmantel (Alchemilla).

## Merkmale
Der Spitzlappige Frauenmantel ist eine teilimmergrüne, mittelgroße bis sehr große und selten rot gefärbte Pflanze. Er ist ein ausdauernder, krautiger Halbrosetten-Hemikryptophyt mit einem Rhizom. Die Hauptachse ist 3 bis 15 Millimeter dick.

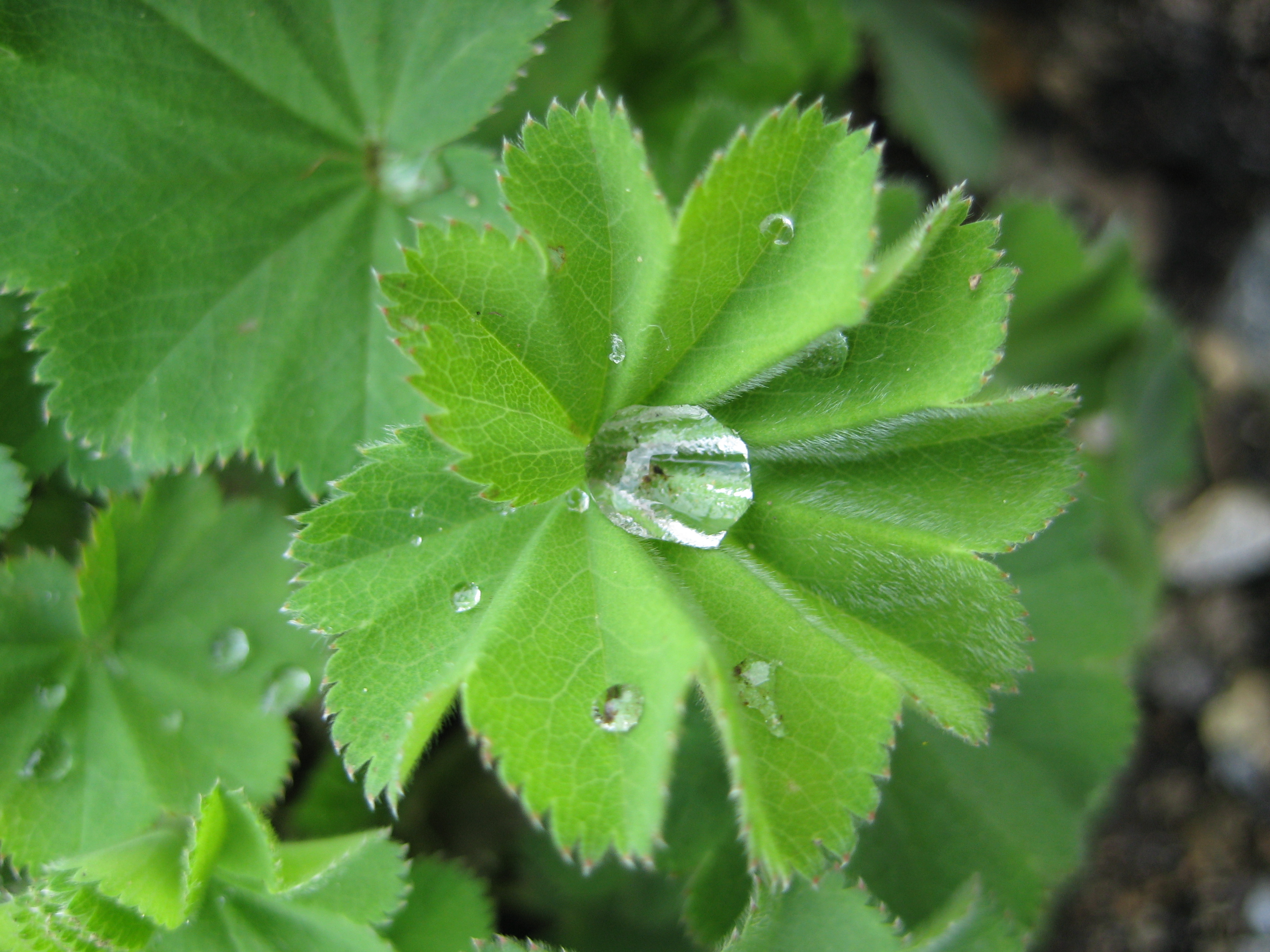
Tauwasser auf einem Blatt des Frauenmantels

Die Primärblätter sind fünflappig. Die Grundblattspreiten sind 4 bis 22 Zentimeter breit, nierenförmig oder seltener kreisförmig und umfassen 240 bis 360° (selten bis 380°). Sie sind horizontal bis schwach trichterig, schwach faltig bis eben und selten wellig. Ihr Oberseite ist grasgrün und glänzend, die Unterseite hell graugrün. Die Grundblattspreite ist auf 22 bis 44 % ihres Radius unterteilt in 9 bis 13 Lappen. Diese sind dreieckig-trapezförmig bis lang dreieckig-parabelförmig, meistens abgerundet und 0,4- bis 1,1-mal so lang wie breit. Die größten Lappen umfassen 30 bis 45°. Es sind meist 15 bis 29, selten 13 oder 14 Zähne vorhanden. Am Grund sind die Lappen bis 2 Millimeter, was 10 bis 20 % entspricht, ungezähnt. Der Endzahn ist kleiner als die benachbarten Zähne. Die Zähne sind 1 bis 6 Millimeter breit, 1 bis 4 Millimeter lang was 2 bis 5 % des Spreitenradius entspricht und 0,3- bis 1,5-mal so lang wie breit. Sie sind lang dreieckig bis breit und krumm dreieckig, selten auch ei-warzenförmig, meist spitz, zur Lappenspitze hin neigend bis spreizend und in sich einwärts bis auswärts gekrümmt. Eine Behaarung ist auf der Blattoberseite am Rand und in den Falten vorhanden, in seltenen Fällen auch nur auf den Zähnen. Die ersten Blätter sind manchmal kahl, dagegen können die Blätter im Sommer oft überall behaart sein.
Die Nebenblätter sind 20 bis 55 Millimeter lang, was 5 bis 15 % der Stängellänge entspricht. Sie sind lange frisch, grünspitzig und besitzen 4 bis 10 Zähne. Die Öhrchen sind frei. Der Tuteneinschnitt ist 2 bis 4 Millimeter tief. Die Blattstiele sind ziemlich dicht mit steif waagerecht abstehenden Haaren bedeckt und 1,5 bis 4,5 Millimeter dick. Der Stängel ist kurz aufsteigend bis aufrecht und 15 bis 85 Zentimeter lang. Seine Länge entspricht dem 1- bis 2-fachen der Blattstiele. Er ist auf 60 bis 100 % seiner Länge wie die Blattstiele behaart. Die größten Stängelblätter sind 7- bis 9-lappig. Die Lappen der obersten sind meist lang und schmal 6- bis 10-zähnig.

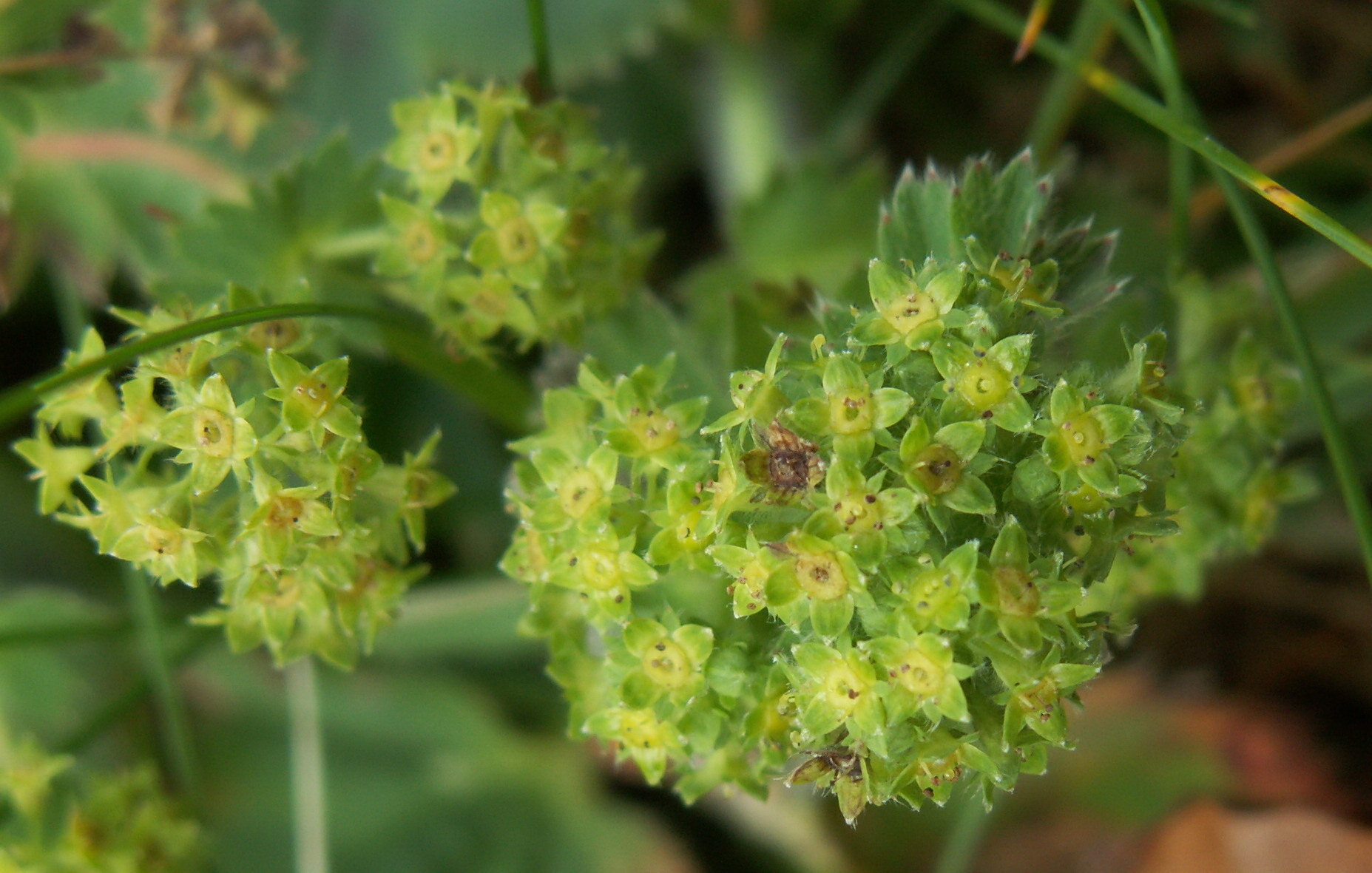
Blüten des Frauenmantels

Der Blütenstand ist 2 bis 20 Zentimeter breit. Er ist sehr locker und sparrig an großen Pflanzen. Die Blütenstiele sind kahl, 0,5 bis 1 (selten bis 3) Millimeter lang und stark spreizend. Die Blüten sind grün bis gelbgrün, 2 bis 4 Millimeter lang und 3 bis 4,5 Millimeter breit, die Kelchbecher sind meist kahl, einzelne können eine spärliche Behaarung aufweisen. Reif sind sie kugelig bis kurzglockig, oben gleich breit und unten meist abgerundet. Die Kelchblätter sind 0,8- bis 1-mal so lang wie der Kelchbecher, dreieckig bis halbeiförmig, spitz und nur sehr selten leicht behaart. Zuletzt sind sie aufrecht-spreizend bis aufrecht. Die Außenkelchblätter sind stärker spreizend und lanzettlich bis eiförmig. Sie sind 0,3- bis 0,8-mal so breit und 0,75- bis 1-mal (selten 1,1-mal) so lang wie die Kelchblätter und 0,55- bis 1-mal so lang wie der Kelchbecher. Die Staubfäden verschmälern sich aus dem breiteren Grund. Die Narbe ist linsenförmig bis halbkugelig. Ein Viertel bis ein Drittel der Nüsschenlänge ragt heraus.
Die Chromosomenzahl beträgt 2n = 102 bis 109.
Der Spitzlappige Frauenmantel blüht in den Monaten Mai bis August, teilweise Oktober.

## Ökologie
Der Spitzlappige Frauenmantel ist ein ausdauernder Hemikryptophyt. Seine Blätter haben eine wasserabstoßende Wachsschicht. Selbst nachdem der Tau auf anderen Pflanzen schon getrocknet ist, zeigt sich auf dem Frauenmantel oft noch ein Wassertropfen. Dieser entsteht durch Guttation, d. h., die Pflanze scheidet in den Blattzahnwinkeln aus sogenannten „Wasserspalten“ oder Hydathoden aktiv Wasser aus, um den Nährstofftransport aus den Wurzeln konstant zu halten. Das abgegebene Wasser sammelt sich oft in der Blattmitte.
Die Blüten sind unscheinbare vorweibliche „Nektarführende Scheibenblumen“. Die Blüten sind Tag und Nacht und bei jedem Wetter weit geöffnet. Besucher sind verschiedene Insekten, die aber wegen der Apomixis, der Samenbildung ohne Befruchtung, der Pflanze keinen Nutzen bringen.
Ausbreitungseinheit sind die vom bleibenden, fallschirmartigen Kelch und dem Außenkelch eingehüllten kleinen Nüsse. Sie breiten sich als Flügelflieger aus oder sie unterliegen der Kletteisbreitung, die durch den behaarten Kelch unterstützt wird. Die Früchte verbleiben im Kelchbecher bis zu dessen Verwitterung, und sie können dann bei Nässe als Adhäsionshafter weiter ausgebreitet werden. Eine Zufallsausbreitung  durch Huftiere dürfte wegen der sehr spät ausreifenden Samen nicht infrage kommen. Die Samen sind Kältekeimer und Lichtkeimer.
Die Fruchtreife beginnt ab August.
Die vegetative Vermehrung ist lebhaft, sie erfolgt durch kräftige, kurze Rhizome.

## Vorkommen
Das Areal des Spitzlappigen Frauenmantel umfasst das temperierte Europa bis zum Ob in Sibirien. Nördlich kommt die Art bis Nordrussland und Mittel-Fennoskandien vor, im Westen verläuft die Verbreitungsgrenze durch Holland, am Rhein entlang und durch die südwestliche West-Schweiz. Die Art ist im Süden nur wenig über die Alpen hinaus verbreitet, auf dem Balkan reicht das Verbreitungsgebiet bis Bosnien, Bulgarien und Nordgriechenland. In Mitteleuropa ist der Spitzlappige Frauenmantel in den Mittelgebirgen häufig und verbreitet, in den Alpen und im Hügelland kommt er zerstreut vor und im Flachland ist er selten.
In New Mexico und Neufundland wurde der Frauenmantel durch den Menschen eingeführt.
Der Lebensraum des Spitzlappigen Frauenmantel sind frische bis sumpfige Wiesen, Ufer, Böschungen sowie überrieselte Felder, Gebüsche und Hochstaudenfluren. Wenn das Klima feucht ist wächst er auch in Ruderalfluren. Entlang von Eisenbahndämmen und in Straßengräben ist die Art oft in Reinbeständen zu finden. In den Alpen steigt sie selten bis in Höhenlagen von 2000 Meter, meist kommt sie hier in tieferen Lagen bis zu hochmontanen Stufe vor. Im Norden des Verbreitungsgebietes kommt sie auch in Meereshöhe vor.
Die Art wächst auf kalk- oder basenreichen, neutralen bis schwach sauren, frischen bis rieselnassen, lehmigen, humosen und nährstoffreichen Böden. Pflanzensoziologisch kommt sie in den Verbänden Adenostylion alliariae, Polygono-Trisetion, Arrhenatherion elatoris, Calthion, Cynosurion und Rumicion alpini vor.

## Verwendung als Färberpflanze
Mit der Blüte kann Wolle gelb gefärbt werden. Gibt man im Färbeprozess Eisensulfat hinzu, kann eine Grünfärbung erzielt werden.

## Sonstige Verwendung
Der Spitzlappige Frauenmantel enthält hohe Konzentrationen an Gerbstoffen und Flavonoiden. Er wirkt daher stark adstringierend und wird gegen Durchfall und Halsschmerzen eingesetzt.
In der Volksmedizin verwendet man das Kraut traditionell unter anderem bei schmerzhafter Monatsblutung. Für diese Indikation fehlen wissenschaftliche Belege.
Der Spitzlappige Frauenmantel ist eine alte Bauerngartenpflanze und eine Zierpflanze, die auch für Wildpflanzengärten geeignet ist.
Die jungen Blätter können auch als Gemüse und als Beigabe für Salate oder in Smoothies verwendet werden.

## Trivialnamen
Weitere zum Teil auch nur regional gebräuchliche Bezeichnungen für den Spitzlappigen Frauenmantel (oft nur Frauenmantel bzw. lateinisch Alchemilla, in älteren Texten auch Alchimilla, genannt), die sich zum Teil (etwa bei „Sinau“/„Sintau“ oder Synauwe) jedoch auch auf den Gelbgrünen Frauenmantel beziehen können, sind oder waren: Alchimistenkraut, Aschnitz (Schlesien), Eisenkraut (Entlebuch), Framanteikraut (Altenau), Frauamentali (St. Gallen, Appenzell, Berner Oberland), Frauemänteli (Schwaben), Frauenmantel (Elsass, Schwaben, Schlesien, Hessen, Pommern), unser Frauen Mantel, unser lieben Frauen Mantel (Schlesien, Norddithmarschen), unser lieben Frauen Nachtmantel (Thüringen, Sachsen), Fruemantel (Mecklenburg), Fruenmänteln (Göttingen), Gänsefuss (Zittau), Gänselgrün (Schlesien), gülden Gänserich, Helft (Preußen), Herrgottsmäntelchen (Eifel), Herrgottsmäntelein (Erzgebirge), Immertau, Johannisblume (Eifel bei Dreis), Löentritt, Löwenfuss, Löwentapen, Mäntelikraut (Entlebuch, Bern, Schweiz), Mantelkraut (Hessen), Marienkraut (Schlesien), Marienmantel (Schlesien, Mark, Thüringen, Ulm), Muttergottesmäntelchen (Eifel), Mutterkraut, Nenneck (Eifel, Nürnberg), oesa Fraua Menteli (Appenzell), Ohmkraut, Omkraut, Parisol (Oberengadin), Regendächle (Augsburg), Schathütlichrut (St. Gallen, Sargans), Silberkraut (Schlesien), Sinau, Sindauwe (mittelniederdeutsch), Sindaw (Schlesien), Sinnawn, Sinnow, Sintau, Sondaw, Sonnenblätter (Entlibuch, Bern, Schweiz), Sternkraut, Thaublatt (Graubünden), Thauschüsseli (Graubünden) und Thumantel (Berner Oberland).